# Провінції Нідерландів
Прові́нція (нід. provincie; provincies [мн.]) — в Нідерландах — адміністративно-територіальна одиниця першого рівня. Країна адміністративно поділяться на 12 провінцій, які в свою чергу діляться на 430 муніципалітетів. 10 жовтня 2010 року, після скасування автономії Нідерландських Антильських островів, муніципалітети, розташовані на островах Бонайре, Саба та Сінт-Естатіус, увійшли до складу Нідерландів, але не були включені до складу жодної з 12 провінцій.

## Список
| \| Провінція \| Головне місто \| \| ------------------ \| ------------- \| \| Дренте \| Ассен \| \| Флеволанд \| Лелістад \| \| Фрисландія \| Леуварден \| \| Гелдерланд \| Арнем \| \| Гронінген \| Гронінген \| \| Лімбург \| Маастрихт \| \| Північний Брабант \| Гертогенбос \| \| Північна Голландія \| Гарлем \| \| Оверейсел \| Зволле \| \| Утрехт \| Утрехт \| \| Зеландія \| Мідделбург \| \| Південна Голландія \| Гаага \| |               |
| |               |
| Провінція | Головне місто |
| Дренте | Ассен         |
| Флеволанд | Лелістад      |
| Фрисландія | Леуварден     |
| Гелдерланд | Арнем         |
| Гронінген | Гронінген     |
| Лімбург | Маастрихт     |
| Північний Брабант | Гертогенбос   |
| Північна Голландія | Гарлем        |
| Оверейсел | Зволле        |
| Утрехт | Утрехт        |
| Зеландія | Мідделбург    |
| Південна Голландія | Гаага         |